# Проспери, Франко
Франческо (Фра́нко) Про́спери (итал. Francesco Prosperi, 2 сентября 1926 года, Рим, Королевство Италия — 17 октября 2004 года, Рим, Италия) — итальянский режиссёр, сценарист, актёр и оператор.

## Карьера
Франко Проспери начал свою карьеру в кинематографе в качестве помощника режиссёра, работая под началом Марио Бава. В 1965 году, после нескольких лет работы за камерой, Франко удалось дебютировать, подписав с Франко Неро контракт на съёмки триллера «Tecnica di un omicidio», за которым последовало множество других фильмов. В некоторых из своих фильмов Просперо использовал англоязычный псевдоним Frank Shannon, что было распространено в то время среди итальянских режиссёров.
С 1950 по 1989 гг. Проспери работал в 34 картинах, в жанрах приключений, драмы и ужасов. По контрактам Проспери успешно работал по 1986 год, пока он не составил сценарии вестерна «Bianco Apache» для Бруно Маттеи и Клаудио Фрагассо и незамеченной картины «Computron 22» для Giuliano Carnimeo, вышедшей в прокат в Италии спустя два года после этого.

## Фильмография
- 1965: «Tecnica di un omicidio»
- 1966: «Dick Smart 2007»
- 1967: «Qualcuno ha tradito»
- 1970: «Io non scappo... fuggo»
- 1970: «Il debito coniugale»
- 1971: «Un uomo dalla pelle dura»
- 1973: «L'altra faccia del padrino»
- 1973: «Amore mio uccidimi»
- 1974: «Невероятные приключения итальянцев в России» (совместно с Эльдаром Рязановым)
- 1976: «Pronto ad uccidere»
- 1978: «La settima donna»
- 1978: «Il commissario Verrazzano»
- 1981: «Vigili e vigilesse»
- 1982: «Gunan il guerriero»
- 1983: «Il trono di fuoco»
- 1983: «Сексуальный каннибал» (совместно с Хесусом Франко)